# دومينيك ثيم
دومينيك ثيم (بالألمانية: Dominic Thiem)‏ (مواليد 3 سبتمبر 1993 في فينر نويشتات، النمسا)، هو لاعب كرة مضرب نمساوي محترف. أعلى تصنيف حققه كان بالمركز 3 في تاريخ 2 مارس 2020، تمكن من تحقيق 17 لقب في ATP. فاز ثيم ببطولة وحيدة من فئة الماسترز 1000 نقطة في انديان ويلز 2020. وصل ثيم إلى نهائين في الجراند سلام عام 2018 في فرنسا المفتوحة و 2020 في أستراليا المفتوحة، لكنه خسر امام الاسباني رافاييل ندال والصربي نوفاك دجوكوفيتش على التوالي. حصد ثيم لقب الجراند سلام الأول على اراضي أمريكا المفتوحة عام 2020 في النهائي الثالث له وذلك امام الألماني الكسندر زفيريف.

## بداية مشواره الرياضي
بدأ الاهتمام بدومينيك منذ سن التاسعة حيثُ وضع له مدرب خاص بالتنس "غونتر بريسنيك"، وكان والد ثيم على معرفة جيدة بالمدرب منذ سنة 1997، عندما طلب والد ثيم العمل بأكاديمية بريسنيك في فيينا. لاحقاً وصل إلى المركز 2 في تصنيف الاعبين الناشئين.

## نهائيات الجراند سلام
| اللقب | السنة | البطولة           | السطح | الخصم           | النتيجة                  |
| ----- | ----- | ----------------- | ----- | --------------- | ------------------------ |
| وصيف  | 2018  | فرنسا المفتوحة    | ترابي | رافاييل نادال   | 4–6, 3–6, 2–6            |
| وصيف  | 2020  | أستراليا المفتوحة | صلب   | نوفاك دجوكوفيتش | 4_6,6_6,4_2, 3_6, 4_6    |
| بطل   | 2020  | أمريكا المفتوحة   | صلب   | ألكسندر زفيريف  | 2-6 , 4-6 ,6-4, 6-3 ,7-6 |

## روابط خارجية
- دومينيك ثيم على موقع IMDb (الإنجليزية)
- دومينيك ثيم على موقع قاعدة بيانات الفيلم (الإنجليزية)
- دومينيك ثيم على موقع رابطة محترفي التنس (الإنجليزية)
- دومينيك ثيم على موقع الاتحاد الدولي لكرة المضرب (الإنجليزية)
- دومينيك ثيم على موقع كأس ديفيز (الإنجليزية)
- دومينيك ثيم على موقع بطولة ويمبلدون (الإنجليزية)
- دومينيك ثيم على موقع خلاصة التنس.كوم (الإنجليزية)
- دومينيك ثيم على موقع إي إس بي إن.كوم (الإنجليزية)
- دومينيك ثيم على موقع AS.com (الإسبانية)